# Голаћи
Голаћи, или пужеви голаћи, је заједнички назив за копнене гастроподе (пужеве) без љуштуре, или са редукованом љуштуром.
Различите несродне таксономске групе копнених пужева се зову голаћима. Површна сличност у целокупном изгледу тела не казује о њиховој еволуционој сродности. Губитак љуштуре десио се више пута и независно током еволутивне прошлости, па је класификациона категорија „голаћ“ полифилетска.
Голаћи су хермафродити, који имају и женске и мушке репродуктивне органе. Када голаћ пронађе партнера, обавијају се један око другога и сперматозоиди се размењују кроз избачене гениталије. Неколико дана касније, голаћи полажу тридесетак јаја у рупу у тлу или испод одговарајућег заклона.

## Таксономија
Од шест редова Pulmonata, два - Onchidiacea и Soleolifera - само се састоје од пужева. Трећа породица, Sigmurethra, садржи различите врсте пужева, полупужева (тј. пужеве чије су шкољке премале да би се у њих потпуно увукле) и пужева. Таксономија ове групе је у процесу ревизије у светлу секвенцирања ДНК. Сматра се да су пулмонати парафилетски и базални у односу на Opisthobranchia, који су крајња грана стабла. Породица Ellobiidae је такође полифилетска.
- Подинфраред 
  - Надфамилија 
  - Надфамилија 
  - Надфамилија 
  - Надфамилија
- Подинфраред 
  - Надфамилија 
  - Надфамилија 
  - Надфамилија 
  - Надфамилија 
  - Надфамилија 
    - Фамилија 

  - Надфамилија 
    - Подфамилија

  - Надфамилија 
  - Надфамилија 
  - Надфамилија 
  - Надфамилија 
  - Надфамилија 
  - Надфамилија 
  - Надфамилија 
  - Надфамилија 
  - Надфамилија 
  - Пуж голаћ снимљен у Нишу 2022.г.Надфамилија 
  - Надфамилија 
  - Надфамилија 
  - Надфамилија 
    - Фамилија 

  - Надфамилија 
  - Надфамилија 
  - Надфамилија 
  - Надфамилија 
  - Надфамилија 
  - Надфамилија 
  - Надфамилија 
    - Фамилија

## Екологија

### Навике у исхрани
Голаћи играју важну улогу у екосистему укључујући се у различите трофичке нивое. Већина врста голаћа су генералисти, који се хране широким спектром органских материја, укључујући лишће живих биљака, лишаје, гљиве, материјал у распаду, па чак и животињске лешине. Неке врсте су предатори, и хране се другим голаћима и пужевима, као и кишним глистама.
Пужеви се могу хранити широким спектром поврћа и биља, укључујући цвеће као што су петуније, хризантеме, главочике, лобелије, љиљани, нарциси, линцура, јагорчевина, гомољасте бегоније, слезовача, перуника, и воће као што су јагоде. Такође се хране шаргарепом, грашком, јабукама и купусом који се нуде као једини извор хране.
Пужеви из различитих породица су фунгивори. То је случај код Philomycidae (e. g. Philomycus carolinianus и Phylomicus flexuolaris) и Ariolimacidae (Ariolimax californianus), које се хране слузавим буђи (миксомицете) и печуркама (басидиомицете). Врсте гљива које производе печурке које пужеви користе као извор хране укључују млечне капице, Lactarius spp, острижну печурку, Pleurotus ostreatus и Boletus edulis. Друге врсте које припадају различитим родовима, као што су Agaricus, Pleurocybella и Russula, такође једу пужеви. Слузаве буђи које пужеви користе као извор хране укључују Stemonitis axifera и Symphytocarpus flaccidus. Неки пужеви су селективни према одређеним деловима или развојним фазама гљива које једу, иако је то веома променљиво. У зависности од врсте и других фактора, пужеви једу само гљиве у одређеним фазама развоја. Штавише, у другим случајевима, целе печурке се могу јести, без икакве селекције или пристрасности према онтогенетским фазама.

#### Кичмењаци
Пужеви су плен готово сваке веће групе кичмењака. Уз многе примере међу гмизавцима, птицама, сисарима, водоземцима и рибама, кичмењаци могу повремено да се хране пужевима или да буду специјализовани грабежљивци за њих. Рибе које се хране пужевима укључују поточну пастрмку (Salmo trutta), која се повремено храни са Arion circumscriptus, арионидним пужем. Слично, кокопу кратке чељусти (Galaxias postvectis) укључује пужеве у своју исхрану. Водоземци као што су жабе и крастаче дуго су се сматрали важним грабежљивцима пужева. Међу њима су врсте из родова Bufo (нпр. Bufo marinus) и Ceratophrys.
Гмизавци који се хране пужевима укључују углавном змије и гуштере. Неке колубидне змије су познати предатори пужева. Обалске популације змије подвезице, Thamnophis elegans, имају специјализовану исхрану која се састоји од пужева, као што је Ariolimax, док унутрашње популације имају општу исхрану. Једна од њених сродница, северозападна змија подвезица (Thamnophis ordinoides), није специјализовани грабежљивац пужева, али се повремено храни њима. Црвенотрбушаста змија (Storeria occipitomaculata) и смеђа змија (Storeria dekayi) хране се углавном, али не само пужевима, док су неке врсте из рода  (e.g. Sibynomorphus neuwiedi) и обична пужеједућа змија (Duberria lutrix) искључиво хране пужева. Неколико гуштера укључује пужеве у своју исхрану. То је случај код спорог црва (Anguis fragilis), гуштера бобтела (Tiliqua rugosa), храстове коже (Cyclodomorphus casuarinae) и обичног гуштера (Zootoca vivipara).
Сисари који једу пужеве укључују лисице, јазавце и јежеве.

## Релевантност за људе
Велика већина врста пужева је безопасна за људе и њихове интересе, али мали број врста су озбиљне штеточине пољопривреде и хортикултуре. Они могу уништити лишће брже него што биљке могу да расту, убијајући тако чак и прилично велике биљке. Такође се хране воћем и поврћем пре бербе, правећи рупе у усеву, што може учинити појединачне артикле неприкладним за продају из естетских разлога и може учинити усев подложнијим трулежи и болестима. Утврђено је да прекомерно накупљање пужева у неким постројењима за пречишћавање отпадних вода са неадекватним скринингом узрокује проблеме у процесу који резултирају повећаном употребом енергије и хемикалија.
Као мере контроле, мамци су норма и у пољопривреди и у башти. Последњих година су се појавили мамци са гвожђе фосфатом који су преферирани у односу на токсичније металдехиде, посебно зато што домаће или дивље животиње могу бити изложене мамцу. Показало се да је еколошки безбеднији гвожђе фосфат бар подједнако ефикасан као мамац. Метиокарб мамци више нису у широкој употреби. Паразитске нематоде (Phasmarhabditis hermaphrodita) су комерцијално доступна биолошка метода контроле која је ефикасна против широког спектра обичних врста пужева. Нематоде се примењују у води и активно траже пужеве у земљишту и инфицирају их, што доводи до смрти пужа. Ова метода контроле је погодна за употребу у системима органског узгоја. Друге методе контроле пужева су генерално неефикасне у великим размерама, али могу бити донекле корисне у малим баштама. То укључује пивске замке, дијатомејску земљу, здробљену љуску јаја, талог кафе и бакар. Научно је интересантно да со убија пужеве тако што доводи до тога да вода напусти тело услед осмозе, али се то не користи за контролу пољопривреде, јер је сланост земљишта штетна за усеве. Конзервативна обрада земљишта погоршава инфестацију пужева. Хамонд et al су установили 1999. године да су кукуруз и соја у САД теже погођени плитким орањем, јер се тиме повећава органска материја, чиме се обезбеђује храна и склониште.
У неколико ретких случајева, људи су развили менингитис изазван Angiostrongylus cantonensis услед конзумирања сирових пужева. Живи пужеви који се случајно поједу са непрописно очишћеним поврћем (као што је зелена салата) или неправилно кувани пужеви (за употребу у рецептима који захтевају веће пужеве као што су банана пужеви), могу деловати као вектор паразитске инфекције код људи.